# Gubernatorzy Jamajki
Gubernatorzy Jamajki – lista gubernatorów Jamajki.

## Hiszpańscy gubernatorzy Santiago
- 1510–1514: Juan Esquivel
- 1514–1523: Francisco de Garay
- 1523–1526: Pedro de Mazuelo
- 1526–???: Juan de Mendegurren
- ???–1532: Gonzalo de Guzman
- 1532–???: Manuel de Rojas
- 1533–1534: Gil González Dávila
- 1536–???: Manuel de Rojas
- 1539: Pedro Cano
- 1544: Francisco de Pina
- 1556: Juan González de Hinojosa
- 1558: Pedro Cano
- 1565]: Blas de Melo
- 1567–1572: Juan de Gaudiel
- 1575: Hernán Manrique de Rojas
- ???–1577: Iñigo Fuentes
- 1577–1578: Rodrigo Núñez de la Peña
- 1578–1583: Lucas del Valle Alvarado
- 1586: Diego Fernández de Mercado
- 1591: Lucas del Valle Alvarado
- 1596: García del Valle
- 1596–1606: Fernando Melgarejo Córdoba
- 1607–1611: Alonso de Miranda
- 1611–1614: Pedro Espejo Barranco
- 1614–???: Andrés González de Vera
- 1620: Sebastián Lorenzo Romano
- 1625–1632: Francisco Terril
- 1632–1637: Juan Martínez Arana
- 1637–1639: Gabriel Peñalver Angulo
- 1639–1640: Jacinto Sedeño Albornoz
- 1640–1643: Francisco Ladrón de Zegama
- 1643–1645: Alcades
- 1645–1646: Sebastián Fernández de Gamboa
- 1646–1650: Pedro Caballero
- 1650–1650: Jacinto Sedeño Albornoz
- 1650–1651: Francisco de Proenza
- 1651–1655: Juan Ramírez de Arellano
- 1655–1656: Francisco de Proenza
- 1656–1660: Cristóbal Arnaldo Isasi

## Angielscy komandorzy Jamajki
- 1655–1655: William Penn
- 1655–1655: Robert Venables
- 1655–1656: Edward D’Oyley
- 1656–1657: William Brayne
- 1657–1661: Edward D’Oyley

## Angielscy gubernatorzy Jamajki
- 1661–1662: Edward D’Oyley
- 1662–1662: Thomas Windsor, 7. baron Windsor

## Angielscy wicegubernatorzy Jamajki
- 1662–1663: Charles Lyttelton
- 1663–1664: Thomas Lynch
- 1664–1664: Edward Morgan
- 1664–1671: Thomas Modyford

## Angielscy gubernatorzy porucznicy Jamajki
- 1671–1674: Thomas Lynch
- 1674–1675: Henry Morgan
- 1675–1678: John Vaugh
- 1678–1678: Henry Morgan
- 1678–1680: Charles Howard, 1. hrabia Carlisle
- 1680–1682: Henry Morgan
- 1682–1684: Thomas Lynch
- 1684–1687: Hender Molesworth
- 1687–1688: Christopher Monck, 2. książę Albemarle
- 1688–1689: Hender Molesworth
- 1689–1690: Francis Watson

## Brytyjscy gubernatorzy Jamajki
- 1690–1691: William O’Brien, 2. hrabia Inchiquin
- 1691–1692: John White
- 1692–1693: John Burden
- 1693–1702: William Beeston
- 1702–1702: William Selwyn
- 1702–1702: Peter Beckford
- 1702–1711: Thomas Handasyde
- 1711–1716: lord Archibald Hamilton
- 1716–1718: Peter Heywood
- 1718–1722: Nicholas Lawes
- 1722–1726: Henry Bentinck, 1. książę Portland
- 1726–1728: John Ayscough
- 1728–1734: Robert Hunter
- 1734–1735: John Ayscough
- 1735–1735: John Gregory
- 1735–1736: Henry Cunninghame
- 1736–1738: John Gregory
- 1738–1752: Edward Trelawny
- 1752–1756: Charles Knowles
- 1756–1756: Henry Moore
- 1756–1759: George Haldane
- 1759–1762: Henry Moore
- 1762–1766: William Lyttelton
- 1766–1767: Roger Hope Elletson
- 1767–1772: William Trelawny
- 1772–1774: John Dalling
- 1774–1777: Basil Keith
- 1777–1781: John Dalling
- 1781–1784: Archibald Campbell
- 1784–1790: Alured Clarke
- 1790–1791: Thomas Howard, 3. hrabia Effingham
- 1791–1795: Adam Williamson
- 1795–1801: Alexander Lindsay, 6. hrabia Balcarres
- 1801–1805: George Nugent
- 1805–1808: Eyre Coote
- 1808–1821: William Montagu, 5. książę Manchester
- 1827–1829: John Keane
- 1829–1832: Somerset Lowry-Corry, 2. hrabia Belmore
- 1832–1832: George Cuthbert
- 1832–1834: Constantine Phipps, 2. hrabia Mulgrave
- 1834–1834: Amos Norcot
- 1834–1834: George Cuthbert
- 1834–1836: Howe Browne, 2. markiz Sligo
- 1836–1839: Lionel Smith
- 1839–1842: Charles Metcalfe
- 1842–1846: James Bruce, 8. hrabia Elgin
- 1846–1847: George Henry Frederick Berkeley
- 1847–1853: Charles Edward Grey
- 1853–1856: Henry Barkly
- 1856–1857: Edward Wells Bell
- 1857–1862: Charles Henry Darling
- 1862–1865: Edward John Eyre
- 1865–1866: Henry Knight Storks
- 1866–1874: John Peter Grant
- 1874–1874: W.A.G. Young
- 1874–1877: William Grey
- 1877–1877: Edward Everard Rushworth Mann
- 1877–1883: Anthony Musgrave
- 1883–1883: Somerset Clarke
- 1883–1883: Dominic Jacotin Gamble
- 1883–1889: Henry Wylie Norman
- 1889–1889: William Clive Justice
- 1889–1898: Henry Arthur Blake
- 1898–1898: Henry Jardine Hallowes
- 1898–1904: Augustus Hemming
- 1904–1904: Sydney Olivier
- 1904–1904: Hugh Bourne
- 1904–1907: James Swettenham
- 1907–1907: Hugh Bourne
- 1907–1913: Sydney Olivier
- 1913–1913: Philip Cork
- 1913–1918: William Manning
- 1918–1918: Robert Johnstone
- 1918–1924: Leslie Probyn
- 1924–1924: Herbert Bryan
- 1924–1925: Samuel Herbert Wilson
- 1925–1925: Herbert Bryan
- 1925–1926: A.S. Jeef
- 1926–1932: Reginald Edward Stubbs
- 1932–1932: A.S. Jeef
- 1932–1934: Alexander Ransford Slater
- 1934–1934: A.S. Jeef
- 1934–1938: Edward Brandis Denham
- 1938–1938: Charles Campbell Woolley
- 1938–1943: Arthur Richards
- 1943–1943: William Henry Flinn
- 1943–1951: John Huggins
- 1951–1957: Hugh Foot
- 1957–1962: Kenneth Blackburne